# 江达乡 (索县)
江达乡（藏語：རྒྱ་མདའ་，威利转写：rgya mda'），是中华人民共和国西藏自治区那曲市索县下辖的一个乡镇级行政单位。

## 行政区划
江达乡下辖以下地区：
尼木村、克定村、迪书卡村、赤秀村、达亥村、岗定卡村、努普村、江达村、措白卡村、秀乃村和奖定村。